# David A. Stern
David A. Stern (* 24. November 1958) ist ein US-amerikanischer Autor. Er ist unter dem Namen D. A. Stern bekannt. Besonders bekannt war er in den 1990er Jahren, in denen er mehrere Bücher über die Legende der „Blair Witch“ und über den Film The Blair Witch Project schrieb.

## Werke (Auswahl)
- Helmut Splinter (Übersetzer): Blair Witch Project. Goldmann Verlag, November 1999, ISBN 3-442-44666-X.
- Helmut Splinter (Übersetzer): Blair Witch – Die Bekenntnisse des Rustin Parr. Goldmann Verlag, Oktober 2000, ISBN 3-442-44974-X.
- Helmut Splinter (Übersetzer): Blair Witch 2. Goldmann Verlag, Dezember 2000, ISBN 3-442-44975-8.